# Hygropoda celebesiana
Espèce
Synonymes
- Hypsithylla celebesiana Strand, 1913

Hygropoda celebesiana est une espèce d'araignées aranéomorphes de la famille des Pisauridae.

## Distribution
Cette espèce est endémique de Sulawesi en Indonésie. Elle se rencontre vers Boeton.

## Description
La femelle holotype mesure 15 mm.
La femelle décrite par Silva en 2012 mesure 15,02 mm.

## Étymologie
Son nom d'espèce lui a été donné en référence au lieu de sa découverte, Célèbes.

## Publication originale
- Strand, 1913 : Neue indoaustralische und polynesische Spinnen des Senckenbergischen Museums. Archiv für Naturgeschichte, sér. A, vol. 79, no 6, p. 113-123 (texte intégral).